# تيدي ماي
تيدي ماي (بالإنجليزية: Teddy May)‏ (26 سبتمبر 1865 بكينغستون أبون هال في المملكة المتحدة - 6 يناير 1941 في المملكة المتحدة) هو لاعب كرة قدم بريطاني (وحمل سابقاً جنسية المملكة المتحدة لبريطانيا العظمى وأيرلندا) في مركز الوسط. لعب مع بورت فايل ونوتس كاونتي ونوتينغهام فورست.